# Making Memories
"Making Memories" – singel kanadyjskiej grupy Rush, wydany w 1975 roku na drugim albumie studyjnym Fly by Night. Utwór napisali wszyscy trzej członkowie zespołu. Utwór został wydany w 1975 roku na singlu z drugą częścią utworu 2112 - "Temples of Syrinx" na stronie B.